# Norgesmesterskapet 1925
La Norgesmesterskapet 1925 di calcio fu la 24ª edizione del torneo. La squadra vincitrice fu il Brann, che vinse la finale contro il Sarpsborg con il punteggio di 3-0.

## Terzo turno
| Squadra 1   | Risultato      | Squadra 2         |
| ----------- | -------------- | ----------------- |
| Aalesund    | 5 – 0          | Kristiansund FK   |
| Sverre      | 1 - 2          | Brage             |
| Trygg       | 0 - 4          | Brann             |
| Gjøvik-Lyn  | 6 – 0          | Bøn               |
| Viking      | 6 – 3 (d.t.s.) | Djerv 1919        |
| Drafn       | 2 - 2 (d.t.s.) | Storm             |
| Larvik Turn | 5 – 1          | Drammens          |
| Fram Larvik | 0 - 1          | Fredrikstad       |
| Mjøndalen   | 1 - 2          | Gjøa              |
| Vålerengen  | 6 – 0          | Hasle             |
| Torp        | 1 - 4          | Kvik Fredrikshald |
| Kvik        | 8 – 1          | Steinkjer         |
| Stavanger   | 2 – 0          | Moss              |
| Odd         | 3 – 1          | Strømsgodset      |
| Urædd       | 1 - 2          | Sarpsborg         |
| Ørn         | 6 – 1          | Skiold            |

### Ripetizione
| Squadra 1 | Risultato      | Squadra 2 |
| --------- | -------------- | --------- |
| Storm     | 3 - 3 (d.t.s.) | Drafn     |
| Drafn     | 4 – 0          | Storm     |

## Quarto turno
| Squadra 1   | Risultato      | Squadra 2         |
| ----------- | -------------- | ----------------- |
| Viking      | 2 – 1 (d.t.s.) | Aalesund          |
| Brage       | 0 - 1          | Kvik              |
| Brann       | 5 – 0          | Stavanger         |
| Drafn       | 0 - 1          | Ørn               |
| Fredrikstad | 7 – 2          | Gjøvik-Lyn        |
| Sarpsborg   | 5 – 1          | Gjøa              |
| Larvik Turn | 2 - 4          | Kvik Fredrikshald |
| Vålerengen  | 2 - 3          | Odd               |

## Quarti di finale
| Squadra 1   | Risultato | Squadra 2         |
| ----------- | --------- | ----------------- |
| Fredrikstad | 3 - 5     | Brann             |
| Sarpsborg   | 3 – 0     | Kvik Fredrikshald |
| Viking      | 3 – 2     | Kvik              |
| Ørn         | 3 – 2     | Odd               |

## Semifinali
| Squadra 1 | Risultato | Squadra 2 |
| --------- | --------- | --------- |
| Brann     | 3 – 1     | Viking    |
| Ørn       | 0 - 1     | Sarpsborg |

## Finale
| Arbitro: | Johansen |

|                        |           |  |
| ? 14’ Berstad 65’, 73’ | Marcatori |  |

### Formazioni
| Brann (2-3-5) |  |                 |
|               |  |                 |
| POR           |  | Hugo Hofstad    |
| DIF           |  | Johan Greve     |
| DIF           |  | John Johnsen    |
| CEN           |  | Odd Rasmussen   |
| CEN           |  | Alexander Olsen |
| CEN           |  | Bjarne Johnsen  |
| ATT           |  | Folke Kirkemo   |
| ATT           |  | Kåre Kongsvik   |
| ATT           |  | Finn Berstad    |
| ATT           |  | Arthur Jensen   |
| ATT           |  | Herbert Lunde   |

| Sarpsborg (2-3-5) |  |                   |
|                   |  |                   |
| POR               |  | Bjarne Klavestad  |
| DIF               |  | Ole Grasto        |
| DIF               |  | Alf Hansen        |
| CEN               |  | Henry Hansen      |
| CEN               |  | Georg Olsen       |
| CEN               |  | Bredo Wass        |
| ATT               |  | Arne Ludvigsen    |
| ATT               |  | Hertvig Hansen    |
| ATT               |  | Alf Simensen      |
| ATT               |  | Thorsten Simensen |
| ATT               |  | Per Holm          |